# Breviarium (Geschichtswerk)
Das Breviarium, auch die Epitome, ist ein knappes lateinisches Geschichtswerk. Es ist ein kurzgefasstes, eigenständiges Werk. Daneben existiert auch die (ebenfalls) als Epitome bezeichnete Textart auszugshafter antiker Werke.
In der römischen Literatur wurden vor allem in der Spätantike mehrere Breviarien verfasst. Die Werke des Florus und in der Spätantike die des Aurelius Victor (Caesares, von dem allerdings nicht die Epitome de Caesaribus stammt), des Eutropius (Breviarium ab urbe condita) oder des Rufius Festus sind beispielhaft zu nennen. Die genannten spätantiken Breviatoren des 4. Jahrhunderts benutzten für die Kaiserzeit offenbar eine gemeinsame Hauptquelle, die sogenannte Enmannsche Kaisergeschichte.  
Das Aufblühen der lateinischen Breviarienliteratur im 4. Jahrhundert n. Chr. ist wohl auch auf den Publikumsgeschmack zurückzuführen, denn offenbar konnten umfassende Geschichtskenntnisse nicht mehr vorausgesetzt werden, aber auch auf das Abflachen der Geschichtsschreibung im lateinischsprachigen Raum nach dem 2. Jahrhundert n. Chr.
Eine gewichtige Ausnahme stellt das umfangreiche und anspruchsvolle Werk des Ammianus Marcellinus dar, ansonsten dominierten im lateinischen Westen in dieser Zeit die leichter zu lesenden Breviarien. Im Anschluss an Ammianus (oder kurz zuvor, siehe Virius Nicomachus Flavianus) entstanden jedoch wieder umfangreiche lateinische Geschichtswerke (siehe Sulpicius Alexander und Renatus Profuturus Frigeridus), was jedoch vom späten 5. bis zum frühen 6. Jahrhundert wieder abbrach. Die klassische Historiographie sollte im Byzantinischen Reich, wo diese ununterbrochen gepflegt worden war, hingegen bis ins frühe 7. Jahrhundert fortbestehen.